# تپه قره باغ ۲
تپه قره باغ ۲ مربوط به دوره ساسانیان - سده‌های ۴و۵ هجری است و در شهرستان بویین زهرا، روستای قره باغ واقع شده و این اثر در تاریخ ۳ بهمن ۱۳۷۹ با شمارهٔ ثبت ۳۰۲۷ به‌عنوان یکی از آثار ملی ایران به ثبت رسیده است.